# Hoquetus
El hoquetus es una técnica rítmica lineal que consiste en la alternancia de la misma nota, altura o acorde. En la Edad Media, era una melodía que se compartía de forma alternativa entre las diferentes voces de una obra, normalmente dos, de manera que cuando una voz cantaba sus notas, el resto permanecían calladas hasta que alguna de ellas recogía la línea melódica y la anterior permanecía en silencio. 

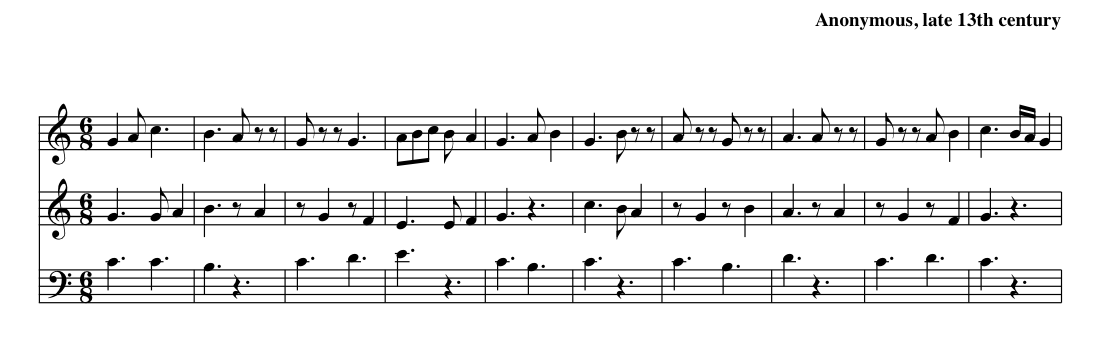
Ejemplo de hoquetus (In seculum d'Amiens longum, Francia, finales del). Se puede observar la rápida alternancia de las notas cantadas y silencios entre la parte superior y las otras dos voces.

Esta técnica fue característica de la música de los siglos XIII y XIV y se dio por primera vez en algunos conducti y motetes. Fue predominante en la música sacra de la Escuela de Notre Dame, durante el Ars antiqua. Posteriormente, esta técnica se fue abandonando aunque algunos compositores de clásicos continuaron usándolo. Con el paso del tiempo, esta técnica derivó en el contratiempo, aunque dicha técnica ya no seguía estrictamente la estructura inicial del hoquetus. Son pocos los ejemplos que se conservan y prácticamente todos ellos son obras instrumentales o vocales escritas a tres voces.